# Crucea de gheață
Crucea de gheață (1989) (titlu original La croce di ghiaccio) este un roman al scriitorului italian Lino Aldani.

## Intriga
Protagonistul romanului, Francisco Morales de Alcàntara, este un om născut pe Marte în anul 2205, într-o familie de țărani săraci. Francisco este remarcat de părintele Gonzales, care îl aduce la seminar. De acolo, părintele Francisco pleacă pentru a evangheliza populațiile extraterestre din univers.
Ultima sa misiune îl trimite pe planeta Geron, destinația cea mai puțin dorită deoarece, într-un cadru în care alternează mlaștinile și vegetația luxuriantă, timpul curge într-un mod particular pentru organismul uman: un an planetar echivalează cu zece ani pământeni. Puterea credinței și a voinței îi oferă sprijin părintelui Francisco, care reușește să se infiltreze într-un sat autohton, dedicându-se cu răbdare apropierii de indidenii umanoizi.
Părintele Francisco face totul pentru a-și îndeplini menirea de misionar, chiar dacă asta poate duce la pierderea oricărei posibilități de întoarcere la omenire și chiar la pierderea vieții, în urma unei confruntări similare unei partide de șah cu extratereștrii.

## Teme abordate
Romanul reia într-o manieră știițifico-fantastică tema răspândirii credinței, într-o manieră la fel de dramatică precum cea prezentă în povestirea "Convertirea" scrisă de Harry Harrison. După părerea lui Luce D'Eramo, "originalitatea lui Aldani constă în faptul că pune în lumină ambivalența visului unei armonii universale, unde toți sunt uniți, și a reversului său pretinzând nivelarea, reductio ad unum pentru o realitate distonantă, dar și extrem de bogată. În cele din urmă, părintele Francesco este pus în fața unei probleme esențiale: când vrei să transmiți un mesaj, până la ce punct te poți conforma naturii diferite a celuilalt, fără a denatura mesajul?